# Michael Eb

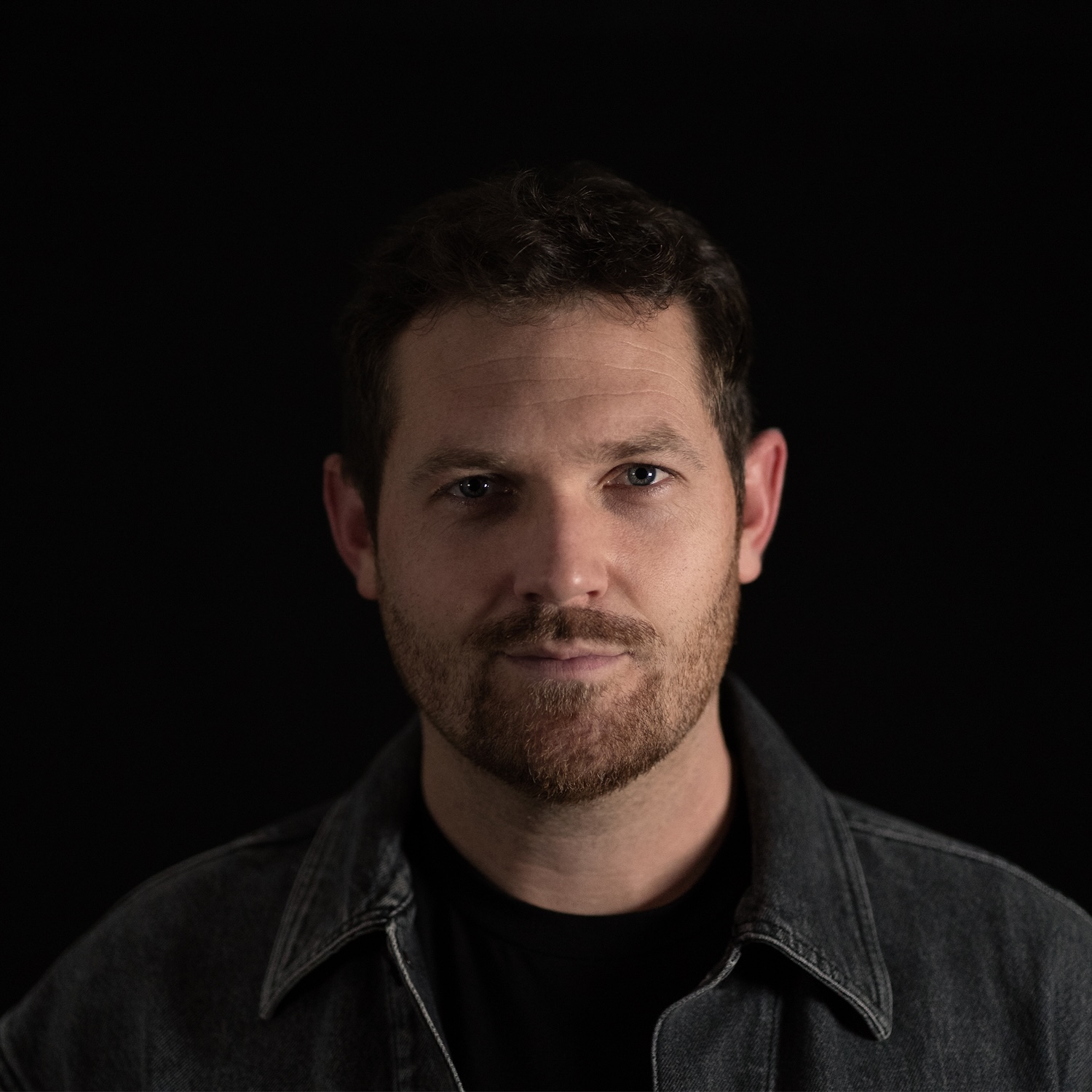
Michael Eb 2023

Michael Eb (* 4. Oktober 1988 in Heilbronn) ist ein deutscher Sänger, Songwriter und Gitarrist.

## Leben
Eb begann im Alter von 7 Jahren mit Klavierunterricht und Chorauftritten. Mit 12 brachte er sich das Gitarrespielen selbst bei und schrieb seine ersten Songs. 2002 gründete Eb seine erste Band Acid Rain zusammen mit Klassenkameraden. Sein TV-Debüt hatte Eb im Dezember 2011, als er mit drei eigenen Songs und anschließendem Interview in der Sendung Kaffee oder Tee des SWR-Fernsehens zu Gast war. 2014 ging Eb zusammen mit Band zum ersten Mal auf Tour durch Deutschland und spielte in Berlin, Bochum, Frankfurt und Heilbronn.
Michael Eb arbeitete mit Sunrise-Avenue-Produzent Jukka Backlund zusammen, mit dem er die Songs Keep on Dancing (2024), Beste Zeit (2022), The One (2021), Campfire Song (2018), oder Lost in the Sea (2014) in Helsinki und Las Vegas produzierte. Sein Campfire Song landete mehrfach in Hitparaden (u. a. SWR1 Hitparade). Songs und Interviewbeiträge von Michael Eb waren deutschlandweit bei Radiosendern wie SWR3, SWR1, und Antenne 1 zu hören und im TV zu sehen. 2011 gewann Eb mit seinem Titel Sing another Song den Preis für die beste Eigenkomposition beim Backnanger Nachwuchsfestival des SWR, wodurch Jukka Backlund auf ihn aufmerksam wurde.
Im Juli 2019 gewann Michael Eb einen Contest des Stuttgarter Radiosenders Hitradio Antenne 1. Im Dezember 2024 wurde Eb von der Deutschen Popstiftung im Rahmen des Deutschen Rock & Pop Preises mit dem Deutschen Pop Preis und dem Deutschen Singer-Songwriter-Preis ausgezeichnet. Neben Auftritten bei den Festivals Haigern Live! Open-Air, dem Hitradio antenne 1 Feiertag in Empfingen, dem Napton Music Festival in Großbritannien, oder bei Radioevents wie dem SWR1 Gipfelradio, trat Michael Eb zusammen mit Max Giesinger, The BossHoss oder Richie Sambora von Bon Jovi auf.
Im SWR-Fernsehen und in der ARD waren Porträts von Eb sowie Liveauftritte des Musikers zu sehen.

## Privatleben
Eb lebt in Lauffen am Neckar, südlich von Heilbronn.

## Diskografie
Singles
- 2012: Sing Another Song
- 2014: Lost in the Sea
- 2018: Campfire Song
- 2021: The One
- 2022: Beste Zeit
- 2023: Full of Meomories
- 2023: Wann fangen wir an
- 2024: Keep on Dancing

## Auszeichnungen und Erfolge
- 2011: Sonderpreis Beste Eigenkomposition Backnanger Nachwuchsfestival[36]
- 2018: Platzierung SWR1 Hitparade[37]
- 2019: Platzierung SWR1 Hitparade[38]
- 2019: Gewinner Hitradio antenne1 Newcomerwettbewerb[39]
- 2024: Deutscher Pop Preis[40]
- 2024: Deutscher Singer-Songwriter Preis[41]